# 2007 videójátékai
Ez a lista a 2007-ben megjelent videójátékokat illetve velük kapcsolatos eseményeket tartalmazza.

## Események
- március 5-9. – Game Developers Conference in San Francisco
- március 23. – A PlayStation 3 megjelenik Európában és Ausztráliában.
- július 11-13. – E3 a Los Angeles Convention Center-ben
- október 18-20. – E for All Expo a Los Angeles Convention Centerben.

### Eddigi megjelenések
| Megjelenési dátum | Cím                                                    | Platform                                      |
| ----------------- | ------------------------------------------------------ | --------------------------------------------- |
| január 12.        | Lost Planet: Extreme Condition                         | X360                                          |
| január 15.        | WarioWare: Smooth Moves                                | Wii                                           |
| január 16.        | Phoenix Wright: Ace Attorney - Justice for All         | NDS                                           |
| január 16.        | World of Warcraft: The Burning Crusade                 | Win, Mac                                      |
| január 22.        | Hotel Dusk: Room 215                                   | NDS                                           |
| január 30.        | Rogue Galaxy                                           | PS2                                           |
| január 30.        | Geometry Wars: Retro Evolved                           | Win                                           |
| január 30.        | Battlestations: Midway                                 | X360, Win                                     |
| február 5.        | Diddy Kong Racing DS                                   | NDS                                           |
| február 5.        | Final Fantasy VI Advance                               | GBA                                           |
| február 6.        | Winning Eleven: Pro Evolution Soccer 2007              | PS3, X360                                     |
| február 6.        | The Sims Life Stories                                  | Win                                           |
| február 12.       | Wii Play                                               | Wii                                           |
| február 12.       | The Warriors                                           | PSP                                           |
| február 13.       | Ratchet & Clank: Size Matters                          | PSP                                           |
| február 13.       | Galactic Civilizations II: Dark Avatar                 | Win                                           |
| február 15.       | Myst Online: Uru Live                                  | Win                                           |
| február 19.       | War Front: Turning Point                               | Win                                           |
| február 20.       | Maelstrom                                              | Win                                           |
| február 20.       | Supreme Commander                                      | Win                                           |
| február 20.       | Crackdown                                              | X360                                          |
| február 20.       | Sonic and the Secret Rings                             | Wii                                           |
| február 20.       | Virtua Fighter 5                                       | PS3                                           |
| február 26.       | Jade Empire                                            | Win                                           |
| február 26.       | MLB 07: The Show                                       | PS2, PSP                                      |
| február 27.       | SSX Blur                                               | Wii                                           |
| február 27.       | The Sims 2: Seasons                                    | Win                                           |
| február 27.       | Dance Dance Revolution UNIVERSE                        | X360                                          |
| február 27.       | Bullet Witch                                           | X360                                          |
| február 27.       | Chili Con Carnage                                      | PSP                                           |
| február 27.       | 300: March to Glory                                    | PSP                                           |
| február 27.       | Meteos: Disney Magic                                   | NDS                                           |
| március 1.        | Tekken 5: Dark Resurrection                            | PS3                                           |
| március 5.        | Wario: Master of Disguise                              | NDS                                           |
| március 6.        | Def Jam: Icon                                          | PS3, X360                                     |
| március 6.        | MotorStorm                                             | PS3                                           |
| március 6.        | Tom Clancy’s Ghost Recon Advanced Warfighter 2         | X360                                          |
| március 6.        | Burnout Dominator                                      | PS2, PSP                                      |
| március 7.        | Rayman Raving Rabbids                                  | X360                                          |
| március 13.       | God of War II                                          | PS2                                           |
| március 13.       | The Elder Scrolls IV: Oblivion                         | PS3                                           |
| március 14.       | Call of Duty: Roads to Victory                         | PSP                                           |
| március 19.       | Custom Robo Arena                                      | NDS                                           |
| március 20.       | Silent Hunter 4: Wolves of the Pacific                 | Win                                           |
| március 20.       | Armored Core 4                                         | PS3, X360                                     |
| március 20.       | Cooking Mama: Cook Off                                 | Wii                                           |
| március 20.       | TMNT                                                   | Wii, X360, PS2, NGC, NDS, GBA                 |
| március 20.       | The Godfather                                          | PS3, Wii                                      |
| március 20.       | Test Drive Unlimited                                   | PS2, Win                                      |
| március 20.       | UEFA Champions League 2006/2007                        | PS2, Win                                      |
| március 20.       | Dragon Ball Z: Shin Budokai - Another Road             | PSP                                           |
| március 20.       | After Burner: Black Falcon                             | PSP                                           |
| március 20.       | Kororinpa: Marble Mania                                | Wii                                           |
| március 20.       | Lost in Blue 2                                         | NDS                                           |
| március 23.       | Brian Lara International Cricket 2007                  | Win, X360, PS2                                |
| március 23.       | S.T.A.L.K.E.R. – Shadow of Chernobyl                   | Win                                           |
| március 25.       | Medal of Honor: Vanguard                               | PS2, Wii                                      |
| március 27.       | The Elder Scrolls IV: Shivering Isles                  | Win, X360                                     |
| március 27.       | Disney's Meet the Robinsons                            | GC, Wii, NDS, GBA PS2, PS3, PSP, X360, Win    |
| március 28.       | Command & Conquer 3: Tiberium Wars                     | Win                                           |
| április 3.        | Final Fantasy Fables: Chocobo Tales                    | NDS                                           |
| április 3.        | Guitar Hero II                                         | X360                                          |
| április 3.        | Prince of Persia: Rival Swords                         | PSP, Wii                                      |
| április 3.        | SingStar Pop                                           | PS2                                           |
| április 3.        | Enchanted Arms                                         | PS3                                           |
| április 3.        | The Sims 2: Celebration Stuff                          | Win                                           |
| április 9.        | Super Paper Mario                                      | Wii                                           |
| április 22.       | Pokémon Diamond and Pearl                              | NDS                                           |
| április 24.       | The Lord of the Rings Online: Shadows of Angmar        | Win                                           |
| április 24.       | F.E.A.R.                                               | PS3                                           |
| április 26.       | Elvandia Story                                         | PlayStation 2                                 |
| május 1.          | Heatseeker                                             | Wii, PS2                                      |
| május 1.          | UFO: Extraterrestrials                                 | Win                                           |
| május 4.          | ArmA: Combat Operations                                | Win                                           |
| május 4.          | Spider-Man 3                                           | GC, NDS, PS2, Win, PS3, PSP, X360, Wii        |
| május 8.          | Command & Conquer 3: Tiberium Wars                     | X360                                          |
| május 8.          | Heatseeker                                             | PSP                                           |
| május 11.         | Mortal Kombat: Armageddon                              | Wii                                           |
| május 15.         | MLB 07: The Show                                       | PS3                                           |
| május 15.         | Resident Evil 4                                        | Win                                           |
| május 15.         | Etrian Odyssey                                         | NDS                                           |
| május 22.         | Pirates of the Caribbean: At World’s End               | Wii, NDS, X360, PSP, PS2, PS3, Win            |
| május 29.         | Forza Motorsport 2                                     | X360                                          |
| május 29.         | Mario Party 8                                          | Wii                                           |
| május 29.         | Shadowrun                                              | Win, X360                                     |
| május 30.         | Guilty Gear XX: Accent Core                            | PS2                                           |
| május 31.         | Halo 2 for Windows Vista                               | Win                                           |
| június 4.         | Planet Puzzle League                                   | NDS                                           |
| június 4.         | Nintendo DS Browser                                    | NDS                                           |
| június 5.         | Tomb Raider: Anniversary                               | Win, PS2, PSP                                 |
| június 11.        | Big Brain Academy: Wii Degree                          | Wii                                           |
| június 12.        | Tom Clancy's Rainbow Six: Vegas                        | PSP, PS3                                      |
| június 12.        | Naruto: Ultimate Ninja 2                               | PS2                                           |
| június 12.        | Time Ace                                               | NDS                                           |
| június 12.        | Zendoku                                                | NDS                                           |
| június 19.        | Dirt                                                   | Win, PS3, X360                                |
| június 19.        | SimCity DS                                             | NDS                                           |
| június 19.        | Resident Evil 4: Wii Edition                           | Wii                                           |
| június 19.        | Brothers in Arms DS                                    | NDS                                           |
| június 25.        | Harry Potter and the Order of the Phoenix              | Win, GBA, PS2, NDS, PSP, PS3, Wii, X360       |
| június 25.        | Pokémon Battle Revolution                              | Wii                                           |
| június 25.        | The Darkness                                           | PS3, X360                                     |
| június 26.        | Transformers: The Game                                 | NDS, PS2, Win, PS3, PSP, X360, Wii            |
| június 26.        | Overlord                                               | Win, X360                                     |
| június 26.        | Lost Planet: Extreme Condition                         | Win                                           |
| július 3.         | Ninja Gaiden Sigma                                     | PS3                                           |
| július 17.        | NCAA Football 08                                       | X360, PS3, PS2, Xbox                          |
| július 17.        | Smash Court Tennis 3                                   | PSP                                           |
| július 23.        | Civilization IV: Beyond the Sword                      | Win                                           |
| július 24.        | Alien Syndrome                                         | PSP, Wii                                      |
| július 30.        | Mario Strikers Charged                                 | Wii                                           |
| július 30.        | Picross DS                                             | NDS                                           |
| augusztus 7.      | Mega Man Star Force                                    | NDS                                           |
| augusztus 14.     | Heroes of Mana                                         | NDS                                           |
| augusztus 14.     | Madden NFL 08                                          | PS3, X360, Wii, PS2, Xbox, GCN, Win, NDS, PSP |
| augusztus 14.     | Luminous Arc                                           | NDS                                           |
| augusztus 14.     | Rune Factory: A Fantasy Harvest Moon                   | NDS                                           |
| augusztus 14.     | Shin Megami Tensei: Persona 3                          | PS2                                           |
| augusztus 15.     | Sam & Max Season One                                   | Win                                           |
| augusztus 20.     | Brain Age 2: More Training in Minutes a Day            | NDS                                           |
| augusztus 21.     | BioShock                                               | X360, Win                                     |
| augusztus 21.     | Brunswick Pro Bowling                                  | Wii, PS2, PSP                                 |
| augusztus 21.     | Dave Mirra BMX Challenge                               | Wii                                           |
| augusztus 27.     | Metroid Prime 3: Corruption                            | Wii                                           |
| augusztus 28.     | Blue Dragon                                            | X360                                          |
| augusztus 28.     | Dead Head Fred                                         | PSP                                           |
| augusztus 28.     | Medieval II: Total War Kingdoms                        | Win                                           |
| augusztus 28.     | Warhawk                                                | PS3                                           |
| augusztus 28.     | Wild Arms 5                                            | PS2                                           |
| augusztus 31.     | Guild Wars: Eye of the North                           | Win                                           |
| szeptember 4.     | Lair                                                   | PS3                                           |
| szeptember 4.     | Medal of Honor: Airborne                               | X360, Win                                     |
| szeptember 4.     | Worms: Open Warfare 2                                  | NDS                                           |
| szeptember 7.     | Stranglehold                                           | X360                                          |
| szeptember 7.     | High School Musical: Makin' the Cut!                   | NDS                                           |
| szeptember 10.    | DK Jungle Climber                                      | NDS                                           |
| szeptember 10.    | Drawn to Life                                          | NDS                                           |
| szeptember 11.    | Dirt                                                   | PS3                                           |
| szeptember 11.    | Jam Sessions                                           | NDS                                           |
| szeptember 11.    | NHL 08                                                 | PS3, X360, PS2, Win                           |
| szeptember 12.    | Heavenly Sword                                         | PS3                                           |
| szeptember 13.    | Skate                                                  | X360, PS3                                     |
| szeptember 17.    | Eternal Sonata                                         | X360                                          |
| szeptember 18.    | Sonic Rush Adventure                                   | NDS                                           |
| szeptember 18.    | Dewy's Adventure                                       | Wii                                           |
| szeptember 18.    | World in Conflict                                      | Win                                           |
| szeptember 18.    | MySims                                                 | Wii, NDS                                      |
| szeptember 18.    | Warriors Orochi                                        | PS2                                           |
| szeptember 20.    | Juiced 2: Hot Import Nights                            | NDS, PS2, PS3, X360                           |
| szeptember 24.    | Company of Heroes: Opposing Fronts                     | Win                                           |
| szeptember 24.    | Jackass: The Game                                      | PS2, PSP, DS                                  |
| szeptember 25.    | Anubis II                                              | Wii                                           |
| szeptember 25.    | Halo 3                                                 | X360                                          |
| szeptember 25.    | Dragon Blade: Wrath of Fire                            | Wii                                           |
| szeptember 25.    | The Settlers: Rise of an Empire                        | Win                                           |
| szeptember 25.    | Dance Dance Revolution: Hottest Party                  | Wii                                           |
| szeptember 25.    | Spelling Challenges and More!                          | NDS                                           |
| szeptember 26.    | CSI: Hard Evidence                                     | X360, Win                                     |
| október 1.        | The Legend of Zelda: Phantom Hourglass                 | NDS                                           |
| október 2.        | Chibi-Robo: Park Patrol                                | NDS                                           |
| október 2.        | NBA Live 08                                            | PS3, Wii, X360, PS2, PSP, Win                 |
| október 2.        | Project Gotham Racing 4                                | X360                                          |
| október 2.        | Spider-Man: Friend or Foe                              | X360,Wii, PS2, NDS, Win, PSP                  |
| október 2.        | Crash of the Titans                                    | Wii, PS2, X360, NDS                           |
| október 2.        | Enemy Territory: Quake Wars                            | Win                                           |
| október 2.        | Dave Mirra BMX Challenge                               | Wii                                           |
| október 2.        | Jackass: The Game                                      | PS2, PSP, NDS                                 |
| október 8.        | Donkey Kong Barrel Blast                               | Wii                                           |
| október 9.        | Looney Tunes: Acme Arsenal                             | Wii, X360, PS2                                |
| október 9.        | Folklore                                               | PS3                                           |
| október 9.        | Looney Tunes: Duck Amuck                               | NDS                                           |
| október 9.        | Neverwinter Nights 2: Mask of the Betrayer             | Win                                           |
| október 9.        | The Legend of Spyro: The Eternal Night                 | Wii, PS2, NDS, GBA                            |
| október 9.        | Bleach: Shattered Blade                                | Wii                                           |
| október 9.        | Bleach: The Blade of Fate                              | NDS                                           |
| október 9.        | Heroes of Might and Magic V: Tribes of the East        | Win                                           |
| október 9.        | Final Fantasy Tactics: The War of the Lions            | PSP                                           |
| október 9.        | Touch Detective 2 ½                                    | NDS                                           |
| október 9.        | Fifa 08                                                | NDS, Wii, PS2, X360, Win                      |
| október 9.        | Thrillville: Off the Rails                             | NDS                                           |
| október 9.        | Star Wars Battlefront: Renegade Squadron               | PSP                                           |
| október 10.       | The Orange Box                                         | Win, X360                                     |
| október 15.       | Flash Focus: Vision Training in Minutes a Day          | NDS                                           |
| október 16.       | Tony Hawk's Proving Ground                             | Wii, Xbox 360, PS3, NDS, PS2                  |
| október 16.       | Beautiful Katamari                                     | X360                                          |
| október 16.       | Rockstar Games: Table Tennis                           | Wii                                           |
| október 16.       | Crash of the Titans                                    | PSP                                           |
| október 16.       | Mercury Meltdown Revolution                            | Wii                                           |
| október 16.       | Thrillville: Off the Rails                             | Wii, X360, PS2, PSP, Win                      |
| október 16.       | Victorious Boxers: Revolution                          | Wii                                           |
| október 16.       | Fury                                                   | Win                                           |
| október 16.       | Guilty Gear XX: Accent Core                            | Wii                                           |
| október 16.       | Avatar: The Burning Earth                              | Wii                                           |
| október 16.       | Disney Princess: Magical Jewels                        | NDS                                           |
| október 16.       | Zoo Tycoon 2: Extinct Animals                          | Win                                           |
| október 17.       | Ultimate Duck Hunting                                  | Wii                                           |
| október 18.       | The Legend of Spyro: The Eternal Night                 | Wii                                           |
| október 22.       | The Sims 2: Castaway                                   | Wii                                           |
| október 23.       | Age of Empires III: The Asian Dynasties                | Win                                           |
| október 23.       | Clive Barker's Jericho                                 | PS3, X360, Win, NDS                           |
| október 23.       | Worldwide Soccer Manager 2008                          | Win                                           |
| október 23.       | Zack & Wiki: Quest for Barbaros' Treasure              | Wii                                           |
| október 23.       | Front Mission                                          | NDS                                           |
| október 23.       | Naruto: Clash of Ninja Revolution                      | Wii                                           |
| október 23.       | Naruto: Path of the Ninja                              | NDS                                           |
| október 23.       | Phoenix Wright: Ace Attorney - Trials and Tribulations | NDS                                           |
| október 23.       | Ed, Edd n Eddy: Scam of the Century                    | NDS                                           |
| október 23.       | Ace Combat 6: Fires of Liberation                      | X360                                          |
| október 23.       | Microsoft Flight Simulator X: Acceleration             | Win                                           |
| október 23.       | Painkiller: Overdose                                   | Win                                           |
| október 23.       | Mega Man ZX Advent                                     | NDS                                           |
| október 28.       | Guitar Hero III: Legends of Rock                       | PS2, PS3, X360, Wii, Mac, Win                 |
| október 29.       | Battalion Wars 2                                       | Wii                                           |
| október 29.       | Stranglehold                                           | PS3                                           |
| október 30.       | Ratchet & Clank Future: Tools of Destruction           | PS3                                           |
| október 30.       | Age of Conan: Hyborian Adventures                      | Win, X360                                     |
| október 30.       | TimeShift                                              | X360, Win                                     |
| október 30.       | Virtua Fighter 5                                       | X360                                          |
| október 30.       | The Simpsons Game                                      | Wii, PS3, X360, NDS, PS2                      |
| október 30.       | Naruto: Rise of a Ninja                                | X360                                          |
| október 30.       | Ben 10: Protector of Earth                             | Wii                                           |
| október 31.       | Juiced 2: Hot Import Nights                            | Win                                           |
| október 31.       | Hellgate: London                                       | Win                                           |
| október 31.       | Manhunt 2                                              | PS2, PSP, Wii                                 |
| október 31.       | The Witcher                                            | Win                                           |
| november 2.       | Tabula Rasa                                            | Win                                           |
| november 5.       | Call of Duty 4: Modern Warfare                         | NDS, X360, PS3, Win                           |
| november 5.       | Fire Emblem: Radiant Dawn                              | Wii                                           |
| november 6.       | Mario & Sonic at the Olympic Games                     | NDS, Wii                                      |
| november 6.       | Supreme Commander: Forged Alliance                     | Win                                           |
| november 6.       | Dragon Quest Monsters: Joker                           | NDS                                           |
| november 6.       | Gears of War                                           | Win                                           |
| november 6.       | Empire Earth III                                       | Win                                           |
| november 6.       | Viva Pinata                                            | Win                                           |
| november 6.       | Cooking Mama 2: Dinner with Friends                    | NDS                                           |
| november 6.       | Neo Geo Battle Coliseum                                | PS2                                           |
| november 7.       | Lego Star Wars: The Complete Saga                      | X360, PS3, Wii, NDS.                          |
| november 12.      | Super Mario Galaxy                                     | Wii                                           |
| november 12.      | Cruis'n                                                | Wii                                           |
| november 13.      | Medal of Honor: Heroes 2                               | Wii                                           |
| november 13.      | Resident Evil: The Umbrella Chronicles                 | Wii                                           |
| november 13.      | Tomb Raider: Anniversary                               | Wii                                           |
| november 13.      | WWE SmackDown vs. Raw 2008                             | Wii, PS3, NDS, X360                           |
| november 13.      | Need for Speed: ProStreet                              | NDS, Wii                                      |
| november 13.      | Rayman Raving Rabbids 2                                | NDS                                           |
| november 13.      | The King of Fighters XI                                | PS2                                           |
| november 13.      | Neo Geo Battle Coliseum                                | PS2                                           |
| november 13.      | Contra 4                                               | NDS                                           |
| november 13.      | Sonic Rivals 2                                         | PSP                                           |
| november 14.      | Need for Speed: ProStreet                              | Win, X360, PS3, PS2, PSP                      |
| november 14.      | Kane & Lynch: Dead Men                                 | PS3, Win, 360                                 |
| november 15.      | Crysis                                                 | Win                                           |
| november 16.      | Code Lyoko: Quest for Infinity                         | Wii                                           |
| november 16.      | Sim City Societies                                     | Win                                           |
| november 16.      | Hannah Montana: Spotlight World Tour                   | Wii                                           |
| november 16.      | Assassin's Creed                                       | PS3, 360                                      |
| november 19.      | Link's Crossbow Training                               | Wii                                           |
| november 19.      | Uncharted: Drake's Fortune                             | PS3                                           |
| november 19.      | Unreal Tournament 3                                    | Win                                           |
| november 20.      | Mass Effect                                            | X360                                          |
| november 20.      | Phantasy Star Universe: Ambition of the Illuminus      | PS2                                           |
| november 20.      | Final Fantasy XII: Revenant Wings                      | NDS                                           |
| november 20.      | Ghost Squad                                            | Wii                                           |
| november 20.      | Rock Band                                              | PS3, X360                                     |
| november 20.      | Soulcalibur Legends                                    | Wii                                           |
| november 20.      | Time Crisis 4                                          | PS3                                           |
| november 20.      | CSI: Dark Motives                                      | NDS                                           |
| november 26.      | Master of Illusion                                     | NDS                                           |
| november 27.      | CSI: Hard Evidence                                     | Wii                                           |
| november 27.      | Cruis'n                                                | Wii                                           |
| december 3.       | Dragon Ball Z: Budokai Tenkaichi 3                     | Wii                                           |
| december 4.       | The Golden Compass                                     | Wii, X360, PS3, NDS, PS2                      |
| december 5.       | Godzilla: Unleashed                                    | Wii                                           |
| december 12.      | Universe at War: Earth Assault                         | Win                                           |
| december 18.      | Nights: Journey of Dreams                              | Wii                                           |

## Eladások

### Észak-amerikai videójáték-eladások
2007 10 legjobban fogyó PC-s játéka:  Archiválva 2007. december 31-i dátummal a Wayback Machine-ben
| Sl.No | Cím                                |
| ----- | ---------------------------------- |
| 1     | World of Warcraft: Burning Crusade |
| 2     | The Sims 2: Seasons                |
| 3     | Command & Conquer 3                |
| 4     | The Sims 2: Bon Voyage             |
| 5     | Supreme Commander                  |
| 6     | Lord of the Rings Online           |
| 7     | The Orange Box                     |
| 8     | Call of Duty 4: Modern Warfare     |
| 9     | BioShock                           |
| 10    | The Sims 2 H&M Fashion Stuff       |

2007 10 legjobban fogyó PS2-s játéka: 
| Sl.No | Cím                                 |
| ----- | ----------------------------------- |
| 1     | Madden NFL 08                       |
| 2     | God of War II                       |
| 3     | Guitar Hero III: Legends of Rock    |
| 4     | Guitar Hero Encore: Rocks the 80's  |
| 5     | MLB '07: The Show                   |
| 6     | Spider-Man 3                        |
| 7     | NCAA Football 08                    |
| 8     | Transformers: The Game              |
| 9     | Grand Theft Auto: Vice City Stories |
| 10    | Naruto: Ultimate Ninja 2            |

2007 10 legjobban fogyó PS3-s játéka: 
| Sl.No | Cím                              |
| ----- | -------------------------------- |
| 1     | Madden NFL 08                    |
| 2     | Call of Duty 4: Modern Warfare   |
| 3     | Assassin's Creed                 |
| 4     | MotorStorm                       |
| 5     | Guitar Hero III: Legends of Rock |
| 6     | Tom Clancy's Rainbow Six: Vegas  |
| 7     | NCAA Football 08                 |
| 8     | Heavenly Sword                   |
| 9     | Ninja Gaiden Sigma               |
| 10    | The Elder Scrolls IV: Oblivion   |

2007 10 legjobban fogyó PSP-s játéka: 
| Sl.No | Cím                                         |
| ----- | ------------------------------------------- |
| 1     | MLB '07: The Show                           |
| 2     | Madden NFL 08                               |
| 3     | Ratchet & Clank: Size Matters               |
| 4     | Transformers: The Game                      |
| 5     | Final Fantasy Tactics: The War of the Lions |
| 6     | 300: March to Glory                         |
| 7     | Call of Duty: Roads to Victory              |
| 8     | Major League Baseball 2K7                   |
| 9     | Tom Clancy's Rainbow Six: Vegas             |
| 10    | Ghost Rider                                 |

2007 10 legjobban fogyó Xbox 360-as játéka: 
| Sl.No | Cím                               |
| ----- | --------------------------------- |
| 1     | Halo 3                            |
| 2     | Call of Duty 4                    |
| 3     | Guitar Hero II                    |
| 4     | Madden NFL 08                     |
| 5     | Assassin's Creed                  |
| 6     | BioShock                          |
| 7     | Crackdown                         |
| 8     | Guitar Hero III                   |
| 9     | Ghost Recon Advanced Warfighter 2 |
| 10    | Lost Planet: Extreme Condition    |

2007 10 legjobban fogyó Wii-s játéka: 
| Sl.No | Cím                              |
| ----- | -------------------------------- |
| 1     | Wii Play W/Remote                |
| 2     | Mario Party 8                    |
| 3     | Super Mario Galaxy               |
| 4     | Super Paper Mario                |
| 5     | Guitar Hero III: Legends of Rock |
| 6     | Wario Ware: Smooth Moves         |
| 7     | Metroid Prime 3: Corruption      |
| 8     | Resident Evil 4: Wii Edition     |
| 9     | Mario Strikers: Charged          |
| 10    | Pokemon Battle Revolution        |

2007 10 legjobban fogyó DS-es játéka: 
| Sl.No | Cím                                         |
| ----- | ------------------------------------------- |
| 1     | Pokemon Diamond                             |
| 2     | Pokemon Pearl                               |
| 3     | Legend of Zelda: Phantom Hourglass          |
| 4     | Diddy Kong Racing                           |
| 5     | Brain Age 2: More Training in Minutes a Day |
| 6     | Spectrobes                                  |
| 7     | High School Musical: Making the Cut         |
| 8     | My Sims                                     |
| 9     | Paws and Claws Pet Vet                      |
| 10    | Mario Party DS                              |